# Benjamin Nygren
Benjamin Nygren, född 8 juli 2001, är en svensk fotbollsspelare som spelar för Celtic FC och det svenska fotbollslandslaget.

## Karriär

### IFK Göteborg
I fem-sexårsåldern började Benjamin Nygren spela fotboll i Utbynäs SK. När han var tolv år gammal gjorde han sedan flytten till IFK Göteborg. Efter att ha imponerat i Blåvitts ungdomslag gjorde Nygren sin a-lagsdebut i IFK Göteborg i en träningsmatch mot Örgryte IS den 24 mars 2018. Det slutade succéartat då han, blott 16 år gammal, avgjorde derbyt. Två månader efter debuten signerade Nygren ett a-lagskontrakt med IFK Göteborg - och valde därmed att nobba utländska klubbar som Manchester City, Bayern München och Inter.
Tävlingsdebuten för IFK Göteborg kom mot Torns IF i Svenska Cupen den 23 augusti 2018, då Benjamin Nygren gjorde ett kort inhopp i 4–0-segern. Innan säsongen tog slut kom Nygren också att göra sin allsvenska debut - och det slutade med att han fick speltid i säsongens tre sista matcher. Debuten kom via ett inhopp mot Djurgårdens IF den 31 oktober 2018. I den efterföljande matchen mot Malmö FF fick Nygren chansen från start och även i den avslutande omgången mot Örebro SK fanns han med i startelvan. Mot Örebro tackade den 17-årige anfallaren för förtroendet, genom att göra två mål i IFK Göteborgs 3–1-seger.

### Genk
Den 20 juni 2019 värvades Nygren av belgiska Genk. Nygren gjorde ett inhopp när Genk vann den belgiska supercupen och därefter lagets första mål direkt i hemmadebuten den 27 juli när Genk vann med 2–1 mot Kortrijk.
Den 6 oktober 2020 lånades Nygren ut till nederländska Heerenveen.

### Nordsjælland
Den 30 januari 2022 värvades Nygren av danska Nordsjælland, där han skrev på ett fyraårskontrakt.

## Landslagskarriär
I maj 2018 var Benjamin Nygren en del av det svenska landslag som deltog i U17-EM. Anfallaren startade i Sveriges samtliga tre gruppspelsmatcher och stod även för ett mål i premiärsegern mot Slovenien. Sverige tog sig vidare från gruppspelet i turneringen, innan Italien blev för svåra i kvartsfinalen. Även i turneringens fjärde och avslutande match fanns Benjamin Nygren med i startelvan.
Den 25 mars 2025 gjorde Nygren sitt första mål för seniorlandslaget – i sin andra landskamp, den första från start – när Sverige på hemmaplan besegrade Nordirland med 5–1. I sin tredje landskamp, och andra från start, mot Ungern i Budapest, den 6 juni 2025, gjorde Nygren sitt andra mål när Sverige vann med 2-0.